# Карлос Альтамірано
Карлос Альтамірано Оррего (ісп. Carlos Altamirano Orrego; 18 грудня 1922, Сантьяго — 19 травня 2019, там само) — чилійський політичний діяч, генеральний секретар  Соціалістичної партії Чилі (1971–1979). Депутат Національного Конгресу Чилі (1961–1965), сенатор (1965–1973); одна з мішеней Операції «Кондор».
Після приходу до влади генерала Піночета зміг сховатися на Кубі від переслідувань хунти, пізніше перебрався і якийсь час проживав у НДР.
1979 року був звинувачений у «підтримці розкольницької діяльності фракційних угруповань» і зміщений з поста генерального секретаря СПЧ.
У 1993 р. повернувся в Чилі.